# Ficus pakkensis
Ficus pakkensis là một loài thực vật thuộc họ Moraceae. Loài này có ở Brasil và Guyana.